# Лимо, Феликс
Феликс Лимо (англ. Felix Limo; род. 22 августа 1980 года) — кенийский легкоатлет, который специализировался в марафоне. Победитель 15-и километрового Монтферландского пробега 1999 года. В 2011 году занял 4-е место на Берлинском марафоне с результатом 2:10.38. На пробеге Zevenheuvelenloop 2001 года установил мировой рекорд в беге на 15 километров, который простоял до 2010 года.
10 января 2013 года официально объявил о завершении спортивной карьеры.

## Достижения
- 1-е место на Роттердамском марафоне 2004 года — 2:06.14
- 1-е место на Берлинском марафоне 2004 года — 2:06.44
- 1-е место на Чикагском марафоне 2005 года — 2:07.02
- 1-е место на Лондонском марафоне 2006 года — 2:06.39
- 3-е место на Лондонском марафоне 2007 года — 2:07.47
- 4-е место на Берлинском марафоне 2011 года — 2:10.38